# Ellen B
Ellen B var en svensk religiös rockgrupp från Tureberg.
Gruppen släppte 1983 singeln Confession och albumdebuterade 1986 med Attaché. Uppföljaren Två släpptes 1987 och gavs ut i USA och England 1988 under namnet Prince of Peace.

## Diskografi
- 1986 – Attaché
- 1987 – Två (utgiven som Prince of Peace i USA och England 1988)

## Medlemmar
- Lasse Nilsson Wihk – sång
- Lasse Olsson – gitarr
- Kenneth Eriksson – bas, sång
- Robert Wirensjö – keyboards
- Per Hedtjärn – trummor, percussion